# Wouter Wippert
Wouter Wippert (ur. 14 sierpnia 1990) – holenderski kolarz szosowy, zawodnik profesjonalnej grupy Roompot–Nederlandse Loterij.

## Najważniejsze osiągnięcia
2010
- 1. miejsce na 8. etapie Okolo Slovenska

2011
- 1. miejsce na 2. etapie Tour de Berlin
- 7. miejsce w mistrzostwach świata do lat 23 (start wspólny)

2012
- 3. miejsce w mistrzostwach Europy do lat 23 (start wspólny)
- 3. miejsce w GP Stad Zottegem
- 1. miejsce na 3. etapie Le Triptyque des Monts et Châteaux

2013
- 2. miejsce w Ronde van Noord-Holland
- 4. miejsce w Halle-Ingooigem
- 4. miejsce w Dutch Food Valley Classic

2014
- 1. miejsce na 9. etapie Tour of Hainan
- 1. miejsce na 2. etapie Tour of Japan
- 1. miejsce na 3. etapie Tour de Taiwan
- 1. miejsce na 4. etapie Tour of China II
- 1. miejsce na 1. i 3. etapie Tour de Kumano
- 1. miejsce na 2. i 4. etapie New Zealand Cycle Classic

2015
- 1. miejsce na 6. etapie Tour Down Under
- 1. miejsce na 1. i 6. etapie Tour de Korea
- 1. miejsce na 1. i 3. etapie Tour de Taiwan

2016
- 2. miejsce w Heistse Pijl
- 2. miejsce w mistrzostwach Holandii (start wspólny)